# Hercostomus flaveolus
Hercostomus flaveolus är en tvåvingeart som beskrevs av Negrobov och Tshalaja 1987. Hercostomus flaveolus ingår i släktet Hercostomus och familjen styltflugor. Inga underarter finns listade i Catalogue of Life.